# Бората
Бора́та (осет. Борæтæ) — один из трёх родов, являющих собой эпический народ нартов .

## Мифология
Кроме Бората существуют нартские роды Ахсартагката и Алагата. Все три нартских рода живут на одном горном склоне в трёх разных селениях: «Верхние Нарты» принадлежат роду Ахсартагката, «Средние Нарты» — роду Алагата и «Нижние Нарты» — роду Бората. Характерной чертой рода Бората является его богатство: он владеет огромными стадами скота и табунами лошадей, но в то же время, дорожа своим имуществом, представители рода устраивают различные интриги и заговоры против других нартских родов. В осетинском нартском эпосе Бората являются заклятыми врагами рода Ахсартагката, в частности как соучастники убийства Хамыца:

"Ахсартагката и Бората трижды истребляли друг друга. Бывало,в каждом роду оставалось по одному человеку, затем снова разрасталась фамилия, но вражда между ними не прекращалась" .«Бурафарныг действительно тип спесивого богача, почти карикатурный. Прежде всего, у него отсутствует даже не храбрость, — элементарное чувство чести. Вместо того, чтобы сражаться, он действует как заговорщик и подстрекает других. И вот он и его сыновья оказываются неизбежной жертвой героя Батрадза из рода храбрецов» 

Несмотря на то, что эти два рода постоянно враждуют между собой, они регулярно собираются на совместные пиршества в доме Алагата, исполняющего объединяющую роль нартского народа.
Наряду с Ахсартаггата и Алагата, Бората являются одним из трех главных родов, занимавшим Нижний квартал. Родоначальником Бората был старший сын нарта Сауассы – Бора. Бората – многочисленный род, обладающий бесчисленными стадами. Они не менее воинственны, чем Ахсартаггата, но, как подметил Дюмезиль, "этику героизма охотно связывают с богатством". Чтобы почтить достойно своих предков, они устраивают поминальные ритуальные скачки, к которым начинают приготовления за семь лет вперед.
Бора – старший из трех сыновей (Бора, Дзылау и Болатбарзай) первого нарта Сауассы и родоначальник прославленного нартовского рода Бората. Бора – друг небожителей и владыки морей, непримиримый враг великанов и демонов – обитателей подземного царства. Булатнорожденный (болатгуырд, Борæ-болатгуырд) нарт отличался мужеством, благородством и предприимчивостью, совершил множество подвигов, но стал жертвой коварства врагов. Согласно генеалогии андиевских сказаний, Бора был женат на племяннице Бога (вариант – дочери Солнца), Красе Неба (Арвырæсугъд), которая родила ему близнецов Уархага и Уархтанага. Бора – дед Ахсара и Ахсартага, прадед Урызмага и Хамыца. В отдельных вариантах сказаний потомство Ахсартага именуется Бората (Бориата), что соответствует традиционным осетинским представлениям о происхождении рода и фамилии. В записях К.Ц. Гутиева объясняется: решив отделиться, Хамыц и Урызмаг приняли имя своего отца Ахсартага и стали именоваться Ахсартаггата, а близнецы Уан и Фарнаг стали именоваться Бората – по имени своего деда Бора. Сын же Уархтанага, Алаг, стал родоначальником третьего рода – Алагата. Таким образом, Бора оказывается родоначальником всех трех нартовских родов.
В 20-е годы прошлого века Б.А. Алборов записал кадаг, согласно которому родоначальником нартов является "Бораев Вархаг", происходящий из фамилии Курыста (Хъуырыстæ). "Отсюда явствует, – писал Б.А. Алборов, – что Бора отец Уархага". Именно эту генеалогию имел в виду один из лучших знатоков осетинского фольклора И.В. Джанаев, когда писал, что "родоначальником нартов был БорæтыУæрхæг (Уæрхæг был из рода Куристи)". Поскольку сам Бора принадлежит к фамилии Курыста, существовало, как минимум, еще одно поколение нартов, представленное героем Курысом. Таким образом, по рассматриваемой версии, родоначальником нартов был некий Курыс, его сыном (или одним из его потомков) – Бора, а сыном последнего был Уархаг. Следовательно, Курыс в данной генеалогии замещает Сауассуандиевского сборника. О том, что отцом Уархага был именно Бора, говорят и другие сказания. Так, в сказании, опубликованном в 1889 г. А. Кайтмазовым, говорится: "Особенным геройством и удалью отличались потомки одного из нартов, Бора, и сына его Уархага... Уархаг... имел двух сыновей-близнецов: Ахснарта и Ахснартага". В сказаниях, записанных В.И. Абаевым в Южной Осетии, Ахсарт и Ахсартаг названы сыновьями Бора, а Бора – дедом Урызмага и Хамыца. Согласно вариантам, обработанным А. Кубаловым в начале XX в., все главнейшие герои эпоса являются потомками Бора.
Однако со временем к родовому названию "Бора" прибавился эпитет "фарныг" и образовалось имя Бурафарныг в значении богатый, счастливый, удачливый. С тех пор изменились его социальный статус и образ. По реконструкции Ю.А. Дзиццойты, первопредок нартов имел трех сыновей, один из которых, Бора, стал родоначальником трех нартовских родов. Бора жил в центре нартовского мира и был лидером общества. Ему наследовал его младший сын Бурафарныг, носитель социальной функции, производственной, (как и сам Бора). Имя Бора часто встречается у осетин. В истории известен один из предводителей алан Бурахан (Бурæхан), воевавший против Тимурленга. Сказания, в которых проходит образ Бора: "Бора у Донбеттыров" ("Борæ Донбеттыртæм"), "Свадьба Бора" ("Борæйы чындзæхсæв"), "Бора в священном лесу" ("Борæ дзуары хъæды").
В юго-осетинских вариантах (и в некоторых сказаниях, записанных в Северной Осетии) Бора был дедушкой родоначальника рода Ахсартаггата, Ахсартага. В некоторых кадагах Сослан и Урызмаг отнесены к роду Бората. Созрыко говорит ласточке: "Бораты Хамыцу и Урызмагу донеси весть о моей смерти…". Кроме того, в некоторых вариантах указывается принадлежность Батрадза к роду Бората. Урызмаг и Хамыц похоронили свою мать в родовом склепе Бората (Борæты зæппадз), что было бы невозможно, если бы эти герои принадлежали к другому роду. Согласно текстам, в "склепе Бората" похоронен и Батрадз.
В одном из сказаний утверждается, что безымянный сын Урызмага страдал в царстве теней от того, что отец не справил по нему поминки. Это послужило причиной создания едкой поговорки, в которой высмеиваются все обездоленные обитатели Царства мертвых: "(Он остался) без поминок, подобно покойнику из рода Бората". Известный собиратель эпоса Г.А. Дзагуров писал о хатиагском языке со слов сказителя Г. Сланова: "По объяснению Гаха, этот язык существовал в среде нартов из фамилии Боряевых, в отличие от других нартов". Из текста кадага понятно, что речь идет об Урызмаге и его потомках. Таким образом, все Ахсартаггата первоначально относились к роду Бората. Как полагал Ш. Джикаев, видимо, это следствие того, что определенные этические традиции Бората заслонили Ахсартаггата. Другое объяснение предлагает Ю.А. Дзиццойты, по предположению которого предки нартовских родов Ахсартаггата и Алагата – Уархаг и Алаг – могли покинуть дом отца и дать начало новым нартовским родам, которые стали именоваться в первом случае по имени внука Бора (Ахсартаггата), а во втором – по имени его сына (Алагата). Сын Бора, оставшийся в доме отца, сохранил за собой общее для нартов родовое имя, которое для него является единственным. При этом Алагата не называются потомками Бора, однако главный ритуальный атрибут их рода – чаша Уацамонга, – согласно одному тексту, хранится в подвальном помещении дома Бората. Вероятно, это также свидетельствует об изначальной отнесенности к роду Бората. С представлениями о роли носителей третьей функции как основы всего общества, из которого вышли все остальные социальные страты, предположительно связано отождествление рода Бората с целым народом в некоторых текстах. Во время спора за чашу Ардамонга Батрадз заставил Бората наполнить ее водой. Сказитель сообщает об этом: "И заставил весь народ – всех Бората – носить воду". Б.А. Алборов предполагал, что и Сослан первоначально принадлежал к роду Бората, чем обусловливалось их могущество. Когда же он перешел к Ахсарттагата, Бората ослабли и были истреблены Батрадзом. В национальных версиях эпоса у соседних народов (черкесов, балкарцев, карачаевцев) не сохранились представления о роде Бората как составной части трехфункциональной системы (жреческая, военная, производственная); согласно Ж. Дюмезилю, в других версиях восприняты лишь ее разрозненные части.
В осетинском эпосе известны варианты фамильного имени Бората – Бораганта, Борадзанта. Борагановская девица – дочь Бурафарныга, сестра семерых братьев из кадага "Сатана и Борагановская девица" ("Сатана æмæ Борæгъæнты чызг"), записанного в 1934 г. В.И. Абаевым в Южной Осетии (сел. Тли) от сказителя И. Маргиева. Относительно фамилии Борæгъæнтæ ученый отмечал, что она зафиксирована только в данном тексте, и считал ее результатом контаминации с фамильным именем Бората (Борæтæ). Н.К. Мамиева относила кадаг "Сатана и Борагановская девица" к сюжетам бытового (а также авантюрного) содержания о супружеской жизни Шата́ны и Урызмага. Завязка сюжета в том, что Шата́на, приняв облик старухи, уговорила своего мужа жениться на молодой девушке, он взял себе в жены девушку из рода Бораганта. Затем Шата́на вновь приняла свой девичий облик, так и не позволив девушке вступить в свои права. Далее события кадага развиваются по спланированному Шата́ной сценарию.
Бораты Сослан – персонаж эпоса из кадага "Уастырджи был земным человеком" ("Уастырджи уыдис зæххон лæг"). В сюжете о дружбе Уастырджи с Маргуцом "замещает" последнего. Угнав коней Донбеттыра, Бораты Сослан дарит их Уастырджи. В других текстах так называют Сослана, подчеркивая его принадлежность к роду Бората. "Как Сослан ушел пасти скот" ("Сослан хъомгæскуыд ацыди"), "Дочь Солнца Ацырухс и Бораты Сослан" ("Хуры чызг Ацырухс æмæ Борæты Сослан").
Через весь эпос проходит противостояние двух родов – Ахсартаггата и Бората. Эта междоусобная борьба является одной из ведущих особенностей осетинских нартовских сказаний и носит затяжной характер, временами затухает, а затем разгорается вновь. В одном из кадагов говорится, что они трижды истребляли друг друга, пока, наконец, не остались в живых лишь Уархаг из рода Ахсартаггата и Бурафарныг из рода Бората. Борьба проходит три фазы. Первоначально, еще до рождения Ахсара и Ахсартага, верх одерживали могущественные Бората. Так, у старейшины рода Бората Бурафарныга был чудесный сад, который должны были охранять по очереди все нарты, в том числе и сыновья Уархага – Ахсар и Ахсартаг. Во второй и третьей (когда возмужал Батрадз) фазах противостояния преимущество оказывается на стороне рода Ахсартаггата. Причины борьбы Бората и Ахсартаггата можно глубже понять при сравнении с соответствующими преданиями индоиранской традиции о вражде между носителями второй и третьей функций. В частности, Д.С. Раевский указал в качестве типологической параллели вражду между скифскими "племенами" палами и напами, первые из которых были носителями военной функции. Как отмечает Ф.Т. Найфонова, в борьбу между Ахсартаггата и Бората вовлечены, по меньшей мере, пять поколений нартов. Среди сюжетов, иллюстрирующих противостояние, можно назвать следующие: женитьба Урызмага на дочери Бурафарныга, приведенной им в качестве второй жены (номылус); о сыне Урызмага Айсане, аталыком которого был Курдалагон.
Боясь быть побежденными в предстоящей борьбе, Ахсартаггата просят помощи у Кафты-сар-Хуандон-алдара. Ж. Дюмезиль, подробно рассмотревший войну между Ахсартаггата и Бората, пришел к выводу о том, что противопоставление военной доблести численному множеству в "Нартиаде" – "верный признак того, что в более давние времена, аланские, скифские представления о функциях соответствовали ступенчатому устройству общества, иерархической лестнице".
Что касается роли Алагата в конфликте, Ж. Дюмезиль отмечал: "…во всей этой истории Ахсартаггата обладают и пользуются плодами не только силы и мужества, свойственных им по характеристике, но также и zond’a во всех его проявлениях, т.е. “козырного” свойства Алагата".
Как свидетельствуют источники, между этими родственными сармато-аланскими племенами периодически разгорались междоусобные войны, а зачастую они оказывались на разных сторонах в противоборстве третьих стран. К примеру, в известной войне 49 г. между Римом и Боспором аорсы сражались на стороне Рима, а сираки – Боспора. О.Б. Гуцуляк тоже относит противостояние к скифо-сарматскому времени. Ж. Дюмезиль и У. Струтински считают борьбу Бората и Ахсартаггата параллелью к войне римлян и сабинян в римских преданиях и конфликта асов и ванов в скандинавской мифологии. Ю.А. Дзиццойты указывает, что в борьбу между родами Бората и Ахсартаггата вовлечены практически все поколения нартов, за исключением, может быть, двух первых. Что касается участия в этом конфликте последних поколений нартов, то на него указывает попытка представителей рода "младших" Бората убить во время пира престарелого Урызмага и роль Батрадза (в вариантах также Сослана) в его спасении. Впоследствии конфликт между двумя родами трансформировался в борьбу между военной элитой и рядовыми общинниками. Таким образом, борьба за власть – это основной конфликт нартовского эпоса, восходящий к общеиранскому эпосу. Параллель к этому конфликту Ю.А. Дзиццойты, вслед за Д.С. Раевским, видит в скифском фольклоре, в сообщении Плиния (VI, 50) о народе напеев, уничтоженном палеями: палеи, как и Ахсартаггата, являются носителями военной, а напеи, как и Бората – производственной функции.Из рода Бората известен его родоначальник Бурафарныг (Борафарныг) и его семь сыновей, которые погибают в результате мести Батрадза, который отомстил им за смерть своего отца Хамыца.

## Источник
- Дзадзиев А. Б., Этнография и мифология осетин, Владикавказ, 1994, стр. 40, ISBN 5-7534-0537-1
- Ж. Дюмезиль, Осетинский эпос и мифология, Владикавказ, изд. Наука, 2001.
- Нарты. Осетинский героический эпос, М., изд. "Наука", Главная редакция Восточной литературы, 1989 г.,
- ЛЮДВИГ ЧИБИРОВ, ДОКТОР ИСТОРИЧЕСКИХ НАУК, ПРОФЕССОР, ЗАСЛУЖЕННЫЙ ДЕЯТЕЛЬ НАУКИ РОССИИ, ЗАВ. ОТДЕЛОМ ЭТНОЛОГИИ СОИГСИ ИМ. В.И. АБАЕВА МАДИНА ДАРЧИЕВА, КАНДИДАТ ФИЛОЛОГИЧЕСКИХ НАУК, СТАРШИЙ НАУЧНЫЙ СОТРУДНИК ОТДЕЛА ФОЛЬКЛОРА И ЛИТЕРАТУРЫ СОИГСИ ИМ. В.И.  Газета "Северная Осетия" 28.04.2023.